# Was lehrt die Bibel von der Taufe?

Titelblatt

Die Broschüre Was lehrt die Bibel von der Taufe?, 1896 von Franz Eugen Schlachter verfasst, setzt sich mit der Frage auseinander, wie die biblische Taufe aussehen sollte. Inhalt der Broschüre ist das persönliche Taufverständnis von Schlachter bzw. dessen theologische Darstellung.
Er stellt zu Beginn der Broschüre folgende Fragen, die er dann biblisch beantwortet:
1. Was heißt taufen?
2. Wer wird und unter welchen Bedingungen getauft?
3. Durch wen wird die Taufe vollzogen?
4. Zu welchem Zweck?
5. Zuletzt fragen wir, was die Taufe in der Schrift für eine Bedeutung beigelegt wird.

Schlachter kommt zu dem Schluss:
„Die Taufe ist die Untertauchung eines Gläubigen ins Wasser, die im Namen des Vaters, des Sohnes und des heiligen Geistes vorgenommen wird und die den Übergang des Menschen aus dem alten Leben in das neue und aus der Welt in die Gemeinschaft und Gemeinde Christi zum Ausdruck bringt.“
Franz Eugen Schlachter ließ sich im Jahre 1884 selbst vom Prediger der Freien Evangelischen Gemeinde in Thun, Konrad Werndli, taufen. Dieser Schritt löste eine Krise in der Evangelischen Gesellschaft des Kantons Bern aus und führte zur Irritationen, die aber ausgeräumt werden konnte.
Vor diesem Hintergrund und angesichts dessen, dass er später als Prediger der Freien Evangelischen Gemeinde in Bern selbst die Erwachsenentaufe praktizierte, ist diese Broschüre zu sehen.